# Lotfi Ben Sassi
Lotfi Ben Sassi, né le 13 mars 1959 à La Marsa, est un journaliste, caricaturiste, dessinateur de presse et scénariste tunisien.

## Biographie
Il débute en 1978 à La Presse de Tunisie avant d'exercer également à Tunis-Hebdo. À La Presse de Tunisie, il publie jusqu'à nos jours un dessin à la une du quotidien pour commenter l'actualité, en utilisant ses personnages fétiches, les BokBok.
Il publie trois recueils de dessins, en l'occurrence Avec ou sans visa aux éditions Apollonia en 2002, Les BokBok sont foot ! chez le même éditeur en 2010 et La Femme est l'avenir de l'homme aux éditions Orients (Paris) en 2012.
Il expose par ailleurs ses dessins et participe à des rencontres de dessinateurs.
Dans le domaine audiovisuel, il écrit un remake de la série Haj Klouf pour la radio nationale et co-écrit avec un autre journaliste et caricaturiste, Imed Ben Hamida, le scénario de la sitcom Café Jalloul pour la chaîne Hannibal TV. Il participe aussi à la conception de publicités, notamment pour Tunisie Télécom.
Au théâtre, il co-écrit avec Ben Hamida le texte d'un spectacle sur Salah Khémissi joué au Festival international de Carthage.
Défenseur de la bande dessinée francophone, il est régulièrement invité dans des événements, comme le festival international de la bande dessinée de Sousse en 2019 ou le premier festival de bande dessinée franco-belge BOOOM! à Seattle aux États-Unis en 2020.

## Publications
- Lotfi Ben Sassi, Avec ou sans visa, Tunis, Apollonia, 2002, 47 p. (ISBN 978-9973-827-09-8, lire en ligne).
- Lotfi Ben Sassi, Les BokBok sont foot !, Tunis, Apollonia, 2010 (ISBN 978-9973-827-48-7).
- Lotfi Ben Sassi, La Femme est l'avenir de l'homme, Paris, Orients, 2012, 40 p. (ISBN 978-2954-079-21-9).
- Lotfi Ben Sassi, Crème de Bokbok, Ariana, Edito éditions, 2016[7].
- Lotfi Ben Sassi, Je suis Arabe mais je me soigne, Ariana, Edito éditions, 2017[8].
- Lotfi Ben Sassi, Mendialisation, Ariana, Edito éditions, 2018[9],[10].
- Lotfi Ben Sassi, Dessins en conserve, Ariana, Edito éditions, 2020[11].
- Lotfi Ben Sassi, On fait quoi du vieux ?, Ariana, Edito éditions, 2020.
- Lotfi Ben Sassi, Partir ou rester ?, Ariana, Edito éditions, 2021[12].